# Кукурудза Семен Ілліч
Семен Ілліч Кукурудза (нар. 1 серпня 1943, с. Баланівка Бершадського району Вінницької області) — український вчений фізико-географ, кандидат географічних наук.

## Біографія
Народився 1 серпня 1943 року в с. Баланівка Бершадського району Вінницької області, помер 27 вересня 2022 року у м. Львів. У 1965 році вступив до Львівського державного університету імені Івана Франка на географічний факультет, який успішно закінчив 1970 року.
Працював інженером-ґрунтознавцем, старшим інженером, молодшим науковим співробітником Ґрунтознавчої експедиції НДС Львівського державного університету імені Івана Франка.
У 1974—1977 роках навчався в аспірантурі кафедри фізичної географії під керівництвом професора К. Геренчука. У 1978 працює асистентом на кафедрі. Через рік захищає кандидатську дисертацію на тему «Теоретичні й методичні проблеми середньомасштабних ландшафтних досліджень (на прикладі Волинської області)».
Протягом 1980—1988 працює доцентом на кафедрі фізичної географії.
У 1988 році створюється кафедра раціонального використання природних ресурсів і охорони природи, на якій спочатку працює доцентом, а з 2000 року професором. Упродовж 2003—2018 років завідувач кафедри.

## Нагороди та членство
- Заслужений професор Львівського університету (2014)[2];
- член редакційної колегії «Вісника ЛНУ», серія географічна;
- член Українського географічного товариства з 1974 року, Наукового товариства імені Шевченка з 1990 року;
- член-кореспондент Української екологічної академії наук;
- член Наукової ради з проблем навколишнього середовища і розвитку при Західному науковому центрі НАН України;
- Заслужений працівник освіти України.

## Публікації
Автор понад 200 наукових та навчально-методичних праць, зокрема:
- Кукурудза Семен. Біогеографія. Навч.-метод. посібник /Семен Кукурудза, Наталія Блажко, Богдана Сенчина. — Львів: ЛНУ імені Івана Франка. 2018. — 91 с.
- Кукурудза С. І. Використання та охорона водних ресурсів / С. І. Кукурудза. О. Р. Перхач. Навч.-метод. посібник. — Львів: ЛНУ імені Івана Франка. — 2017. — 62 с.
- Семен Кукурудза. Метризація природного довкілля: навч. посібник / Семен Кукурудза. — Львів: ЛНУ ім. І.Франка, 2015. — 237 с.
- Кукурудза Семен. Біогеографія: навч.-метод. посібник / Семен Кукурудза, Наталія Блажко. — Львів: ЛНУ ім. І. Франка, 2012. — 102 с.
- Кукурудза С. І. Болотні геокомплекси Волині: монографія / С. І. Кукурудза, О. В. Ільїна. — Львів: Видавничий центр ЛНУ імені Івана Франка, 2009. — 242 с.
- Екологічний моніторинг регіону / І. Ковальчук, С. Кукурудза, А. Мельник [та ін.]. — Львів: ГО «Опілля», 2009. — 608 с.
- Ільїна О. В., Кукурудза С. І. Болотні геокомплекси Волині. Львів: ВЦ ЛНУ ім. І.Франка, 2008. — 270 с.
- Кукурудза С. І., Перхач О. Р. Використання та охорона водних ресурсів. Львів: ВЦ ЛНУ ім. І.Франка, 2008. — 356 с.
- Кукурудза С. І. Біогеографія. Львів: Видав. центр ЛНУ ім. Івана Франка, 2006. — 480 с.
- Кукурудза С. Гідроекологічні проблеми суходолу. навч. посібник /За ред. проф. В. Хільчевського — Львів: Світ, 1999. — 232с.